# Ishana Shyamalan
Ishana Shyamalan, född 2001 eller 2002, är en amerikansk filmregissör.
Hon har medverkat i flera avsnitt av teveserien Servant, bland annat som manusförfattare och regissör. Hon var även regissör för det sekundära filmteamet på filmen Old. Filmen The Watchers, hennes första långfilm som regissör, hade premiär 2024.
Hon föddes i Philadelphia som dotter till regissören M. Night Shyamalan.